# 矢島純子
矢島 純子（やじま じゅんこ、1993年6月24日 - ）は、TBSスパークル所属のキャスター。2022年3月までは「佐野純子」名義で活動していた。

## 来歴
兵庫県神戸市出身。小林聖心女子学院小学校・中学校・高等学校卒業。立命館大学文学部人文学科卒業。
学生時代は今宮戎神社の第62代福娘。
大学を卒業後、2016年4月に鹿児島読売テレビ (KYT) に入社。報道制作局に配属され、同局のアナウンサー兼記者になる。同期に同局アナウンサーの橋口秀一と元同局アナウンサーの二本木美唯貴がいる。
鹿児島読売テレビを退社後、2019年4月にNHK神戸の契約キャスターとなる。
2021年度末で『Live Love ひょうご』を降板、NHK神戸放送局を退局。
2022年4月21日、プロサッカー選手の矢島輝一との結婚を発表。
2022年度から、TBSスパークル所属。結婚に伴い姓を変えて「矢島純子」名義で活動を開始し、主にCSの『TBS NEWS』を担当。。

## 担当番組

### 鹿児島読売テレビ
- KYT news every. かごしま（2016年10月3日 - 2019年3月）
- KYTニュース

### NHK神戸放送局
- Live Love ひょうご（2019年4月 - 2022年3月）

### TBSスパークル
- TBS NEWS〈CS〉（2022年4月 - ）